# Villands glasäpple
Villands glasäpple är en äppelsort vars ursprung är okänt. Skalet på detta medelstora äpple är rött och grönt. Köttet är i början fast, men blir senare mört, med en aning söt och aromatisk smak. Villands glasäpple mognar i januari och håller sig vid förvaring till omkring våren. Äpplet passar både som ätäpple som i köket. I Sverige odlas Villands glasäpple gynnsammast i zon I-II.